# 平阴文庙
平阴文庙，即平阴县学文庙，是山东省济南市境内唯一保存较为完整的县级文庙。文庙位于平阴县城西北，旧县城东南隅，始建于北宋元符年间，元、明、清皆曾重修扩建。现存古建筑有大成门、大成殿、明伦堂、乡贤祠、名宦祠及文昌庙等。1995年被确定为济南市市级文物保护单位；2006年，经山东省人民政府公布成为省级文物保护单位。